# Morrison (Oklahoma)
Morrison es un pueblo ubicado en el condado de Noble en el estado estadounidense de Oklahoma. En el año 2010 tenía una población de 	733 habitantes y una densidad poblacional de 458,13 personas por km².

## Geografía
Morrison se encuentra ubicado en las coordenadas 36°17′45″N 97°0′40″O / 36.29583, -97.01111 (36.295955, -97.010988).

## Demografía
Según la Oficina del Censo en 2000 los ingresos medios por hogar en la localidad eran de $28,482 y los ingresos medios por familia eran $35,417. Los hombres tenían unos ingresos medios de $31,618 frente a los $17,045 para las mujeres. La renta per cápita para la localidad era de $13,393. Alrededor del 15.1% de la población estaban por debajo del umbral de pobreza.